# Zona de Seti
La zona administrativa nepalí de Seti (Nepalí: सेती जिल्ला), fue una de las catorce zonas en las que la República Federal Democrática de Nepal se dividía políticamente.

## Distritos
Seti se subdividía, a su vez, en cinco distritos administrativos:
- Distrito de Johan
- Distrito de Bajhang
- Distrito de Bajura
- Distrito de Doti
- Distrito de Kailali

Dhangadhi, localizada en las llanuras, era la ciudad principal de la zona de Seti, la casa de gobierno está en Dipayal-Silgadhi.
- Datos: Q9196
- Multimedia: Seti Zone / Q9196